# Nicomedia
Nicomedia (görögül Νικομήδεια, Nikomédeia) vagy Nikodémia, a mai İzmit közelében, Törökországban fekvő ókori város.

## Története
Nicomediát i. e. 264/3 körül I. Nikomédési alapította Bithünia fővárosaként. I. e. 74-ben IV. Nikomédész bithüniai király halálakor országát és így Nicomedia városát is végrendeletében a Római Birodalomra hagyta.
Diocletianust 284-ben Nicomedia közelében kiáltották ki császárrá és később itt építette ki a saját rezindenciáját. 311. április 30-án Galerius vallástoleranciát hirdető ediktumát Nicomediaban adták ki. Ez az ediktum engedélyezte először a keresztények számára a szabad vallásgyakorlást a birodalomban. I. Constantinus is sokáig Nicomediában tartotta főhadiszállását, mielőtt még Konstantinápolyt megépíttette volna és 337-ben Achyronban is halt meg, ami Nicomediához tartozott.
Constantinopolis alapítása után, a 330-as évektől kezdődően Nicomedia jelentősége azonban folyamatosan csökkent. Eleinte még a hanyatlás lassú volt, az itteni székhelyű püspökség jelentős tényezője volt a korai kereszténységnek. 1338-ban az oszmán törökök hódították meg.